# Martinshaw
Martinshaw is een historisch Brits motorfietsmerk.
De bedrijfsnaam was: Martinshaw Motors Ltd., Clarence Works, Teddington, later Twickenham.
Dit was een kleine fabriek die in 1923 begon met een tamelijk ambitieus modellenaanbod: in eigen frames werden Blackburne-inbouwmotoren gemonteerd, variërend van 348cc-eencilinder zijklepmotoren tot 998cc-V-twins. In 1924 was het aanbod al een stuk kleiner: er waren nu alleen nog 348- en 545cc-zijkleppers leverbaar, die wel een Sturmey-Archer-versnellingsbak en volledige kettingaandrijving hadden. In 1925 werden toch weer wat modellen toegevoegd. Er waren nu ook Moss-versnellingsbakken leverbaar, net als kopklepmotoren, de 348cc-Blackburne maar ook de oliegekoelde 349cc-Bradshaw. Het was echter het laatste productiejaar.